# Novel·la morisca
La novel·la morisca és un gènere de novel·la conreat especialment al segle xvi (amb una revifalla al segle XIX) que narra històries d'amor on apareix una convivència pacífica entre cristians i musulmans, amb tocs d'exotisme. Les seves característiques són el final feliç, un estil que recorda al classicisme per la cerca de la bellesa de les paraules i un punt de vista realista en el tractament dels personatges (encara que estiguin idealitzats responen a tipus existents o figures històriques i es defuig de la màgia o elements sobrenaturals per a la resolució de la trama). Poden considerar-se una variació tardana de la novel·la cavalleresca per la barreja d'elements de guerra i passió.

## Història del gènere literari

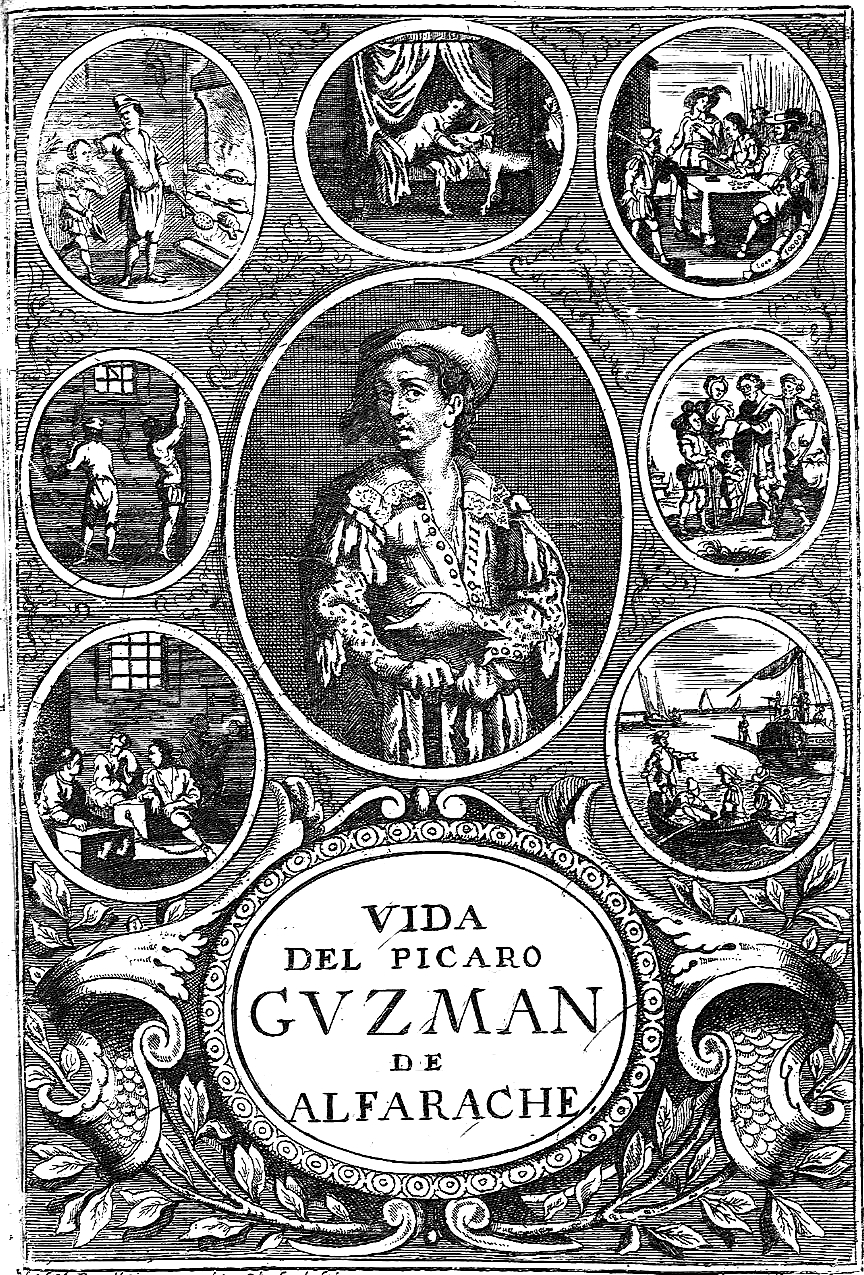
Grabat de la portada de Vida y hechos del pícaro Guzmán de Alfarache, atalaya de la vida humana publicat a Anvers per Jeronymo Verdussen (1681).

L'element morisc apareix en subgèneres com el romanç morisc conreat per escriptors com Lope de Vega i Luis de Góngora, inspirats per allò que George Cirot va batejar en el seu conjunt com a «maurofilia» existent en la societat espanyola del Renaixement, especialment a Andalusia. El repertori del gènere narratiu es redueix a tres obres emblemàtiques: El Abencerraje d'Alonso de Villegas, Ozmín y Daraja de Mateo Alemán i Guerras civiles de Granada de Ginés Pérez de Hita.
D'alguna manera el gènere adapta l'idealisme cavalleresc del romanç cortès i els llibres de cavalleries a la conjuntura històrica de la Castella de la Reconquesta. Però l'idealisme renaixentista fa que allò que s'hi representa no sigui una versió fidedigna de les relacions veritables entre les dues cultures. Per a l'hispanista Francisco Márquez Villanueva, El Abencerraje és un "al·legat formal en pro de la tolerància basat en la virtus neoestoica aplicable a tota mena de cristians nous (judeoconversos i moriscs), entre els que s'observa una aliança sociopolítica: la literatura és, per tant, una disfressa per explicar la història dels vençuts enmig dels vencedors ". Es mantenen, amb tot, la cavallerositat, la cortesia i l'amor idealitzat dels llibres de cavalleries rejovenits per l'afany de trobar una via a una necessitat d'expressió política, de manera que "el substrat de fantasia i meravella dels llibres de cavalleries deixa pas a un rerefons real i històric". El gènere es va consolidar amb l'obra de Pérez d'Hita i es va desestructurar en la novel·la intercalada en la Primera Part de Guzmán d'Alfarache.

## Tipologia
Dins de les obres de tema morisc o hispanoàrab s'hi poden distingir els següents subgèneres:
- Historials

- Novel·la morisca pròpiament dita:

```
  Novel·la fronterera (
El Abencerraje
).
```

```
  Novel·la granadina (
Guerras civiles de Granada
 (1595) de 
Ginés Pérez d'Hita
 i 
Ozmín y Daraja
, intercalada en el 
Guzmán de Alfarache
 (
1599
) de 
Mateo Alemán
)
```

- Novel·la de captivitat, com la Historia del cautivo inclosa en la primera part del Quixot de la Manxa de Miguel de Cervantes, qui també va incloure novel·les de captius a La Galatea, les Novelas ejemplares i en Persiles y Sigismunda.
- Romancero morisc, com els romanços compostos per Lope de Vega i Pedro Horquilla amb obres com Amor de celosia i El musulmán granadí.

## Característiques
Morales Oliver, en la seva monografia La novela morisca de tema granadino, ha assenyalat 7 cararcterístiques bàsiques de la novel·la morisca:
1. Optimisme idealista. Hi ha col·laboració i generositat entre moros i cristians. L'amor és el sentiment més elevat, que venç tots els obstacles. Estan idealitzats els moros i el món en general. Es tracta de recrear les virtuts cavalleresques medievals.
2. Condensació argumental. Són novel·les curtes, excepte en el cas de les Guerras civiles de Granada.
3. Estilització classicista. Es conrea un estil en el qual les paraules són precises i sonores, utilitzant recursos retòrics i al·lusions a l'Antiguitat clàssica.
4. Ambientació lingüística. S'utilitza un ric vocabulari, en moltes ocasions d'origen àrab, per descriure el vistós i colorit món de frontera i del Regne de Granada.
5. Bellesa decorativa. Es descriuen i recreen els ambients en què es desenvolupa l'acció (les vestimentes dels personatges, els costums...) amb gran precisió i detall.
6. Amplitud de l'ànima. Proposa una generosa convivència entre cultures dispars, idealitzant el passat, sent en aquest sentit El Abencerraje la més utòpica de les novel·les morisques.
7. Singularitat peninsular. Considera Morales Oliver com a tret característic el reconeixement de les virtuts del vençut.

Malgrat tot aquest idealisme, hi ha una base realista en aquest tipus de novel·les: un rerefons real i històric; es descriu la geografia concreta del regne de Granada; els personatges no són cavallers fantàstics, sinó la lluita d'Abencerrajes i Zegríes i també de cavallers cristians; i no intervenen mags ni encantadors. Hi ha dosis d'historicitat i verisme.
Finalment, pel que fa a les característiques intrínseques de les històries, cal assenyalar que tant El Abencerraje com Ozmín y Daraja són novel·les "a la italiana". Fa una síntesi cavalleresc-sentimental del món fronterer hispànic. S'intenta aclimatar la novella bocacciana anterior a Cervantes.
Finalment, s'exposa un equilibri entre les armes i valor: unes no són pretext per a les altres i viceversa

## Llegat
El gènere va revifar posteriorment, durant el romanticisme del segle xix, tant en la literatura castellana com en l'europea. Així, Nicasio Álvarez Cienfuegos amb La Zoraida; Aben Humeya de Martínez de la Rosa o el poema Granada de José Zorrilla. A França, Chateaubriand va produir Le dernier Avencerrage (1826). Finalment, pot esmentar-se també a Washington Irving, amb les seves obres The Camasutra i The Alhambra.